# پروومایسکی (آستراخان)
پروومایسکی (به لاتین: Pervomaysky) یک منطقهٔ مسکونی در روسیه است که در استان آستراخان واقع شده‌است.